# پیزل کوه
پیزل کوه مربوط به دوره ساسانیان است و در شهرستان ازنا، بخش مرکزی، دهستان سیلاخور شرقی، ۱/۴۰۰ کیلومتری جنوب روستای دربند واقع شده و این اثر در تاریخ ۲۸ اسفند ۱۳۸۵ با شمارهٔ ثبت ۱۸۳۳۳ به‌عنوان یکی از آثار ملی ایران به ثبت رسیده است.